# Formosa (Guiné-Bissau)

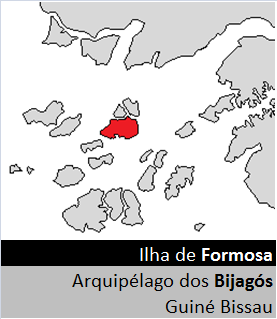

Formosa é uma ilha que pertence administrativamente à região de Bolama, no sector de Caravela, na Guiné-Bissau. A sua população em 2009 era de 1 873 habitantes.
A sua Capital é Abu ,que também é a capital do setor de Caravela.

## Infraestruturas
Possui um Hospital/Posto de Saúde.

## Biodiversidade
A ilha faz parte da Área marinha protegida comunitária das ilhas Urok.